# Mylothris similis
Mylothris similis is een vlindersoort uit de familie van de Pieridae (witjes), onderfamilie Pierinae.
Mylothris similis werd in 1906 beschreven door Lathy.